# Station L'Hôpital-du-Grosbois
Station L'Hôpital-du-Grosbois is een spoorwegstation in de Franse gemeente L'Hôpital-du-Grosbois.